# Rhopus longicornis
Rhopus longicornis är en stekelart som först beskrevs av Trjapitzin och Herthevtzian 1974.  Rhopus longicornis ingår i släktet Rhopus och familjen sköldlussteklar. Inga underarter finns listade i Catalogue of Life.